# Ambrumesnil
 Ambrumesnil  es una población y comuna francesa, en la región de Alta Normandía, departamento de Sena Marítimo, en el distrito de Dieppe y cantón de Offranville.

## Demografía
| 410 | 355 | 351 | 470 | 529 | 515 | 488 | 492 | 502 | 511 | 474 | 425 | 409 | 401 | 403 | 406 | 415 | 360 | 342 | 354 | 335 | 342 | 353 | 350 | 344 | 344 | 368 | 358 | 326 | 363 | 401 | 450 | 509 | 517 | 517 |
| Para los censos de 1962 a 1999 la población legal corresponde a la población sin duplicidades (Fuente: INSEE [Consultar]) |     |     |     |     |     |     |     |     |     |     |     |     |     |     |     |     |     |     |     |     |     |     |     |     |     |     |     |     |     |     |     |     |     |     |